# آندره‌آ ویویانو
آندره‌آ ویویانو (ایتالیایی: Andrea Viviano; ۲۲ ژوئن ۱۹۰۴ – ۵ دسامبر ۱۹۶۲) بازیکن فوتبال اهل ایتالیا بود.
از باشگاه‌هایی که در آن بازی کرده‌است می‌توان به باشگاه فوتبال آلساندریا اشاره کرد.